# 川崎浮島ジャンクション
川崎浮島ジャンクション（かわさきうきしまジャンクション）は、神奈川県川崎市川崎区にある、首都高速道路湾岸線・同神奈川6号川崎線・東京湾アクアラインが連絡するジャンクションである。

## 連絡している路線
首都高速道路
湾岸線
神奈川6号川崎線
東日本高速道路
CA東京湾アクアライン(1番)

## 併設
- 浮島IC（東京湾アクアライン）、浮島出入口（首都高速湾岸線）（兼用）
- 川崎浮島TB（神奈川6号川崎線西行き）

## 湾岸浮島料金所
湾岸線浮島入口と東京湾アクアラインから湾岸線への入口料金所。川崎浮島JCT開通時には湾岸線西行き方面にのみ設置されていたが、大井本線料金所の廃止に伴い東行きランプウェイ上にも設置された。

### 料金所施設
ブース数：5
湾岸線西行き方面
- ブース数：3
  - ETC専用：1
  - ETC/一般：2

湾岸線東行き方面
- ブース数：2
  - ETC専用：1
  - ETC/一般：1

## 首都高速の料金区分
首都高速道路では、東京線の料金と神奈川線の料金の区間が分けられる場所であった。そのため、湾岸線東京方面から湾岸線西行きの本線上と神奈川6号川崎線のランプウェイ上には料金所（湾岸浮島本線料金所・川崎浮島料金所）が設置されていたが、2012年に首都高速道路の通行料金が距離別料金制に移行したことに伴い、本料金所は廃止、撤去された。

## 将来計画
本ジャンクションには将来、国道357号（東京湾岸道路一般部）および川崎浮島SAを建設する予定がある。また、国道357号と各自動車専用道路との連絡路の設置も予定されている。そのため、本ジャンクションにはこれらの施設を収容するための用地、および地下空間が用意されている。
川崎浮島SAと各自動車専用道路を結ぶ橋脚・橋梁の大部分はすでに建設済みであるが、本SA予定地の近くに大黒PA（南方向）・大井PA（北方向）・海ほたるPA（東方向）が存在するなどの理由から、現在、建設計画は中断している。
本SAの用地は浮島管理施設として管理用施設の扱いとなっている。

## 隣
首都高速湾岸線
(B11)東扇島出入口 - 川崎航路TN - 川崎浮島JCT/(B12,B13)浮島出入口 - 多摩川TN - (B14)湾岸環八出入口
首都高速神奈川6号川崎線
(681)殿町出入口 - 川崎浮島JCT/川崎浮島TB
CA東京湾アクアライン
(1)川崎浮島JCT/浮島IC - 海ほたるPA/BS - 木更津金田TB - (2)木更津金田IC